# Fontana di Mattia

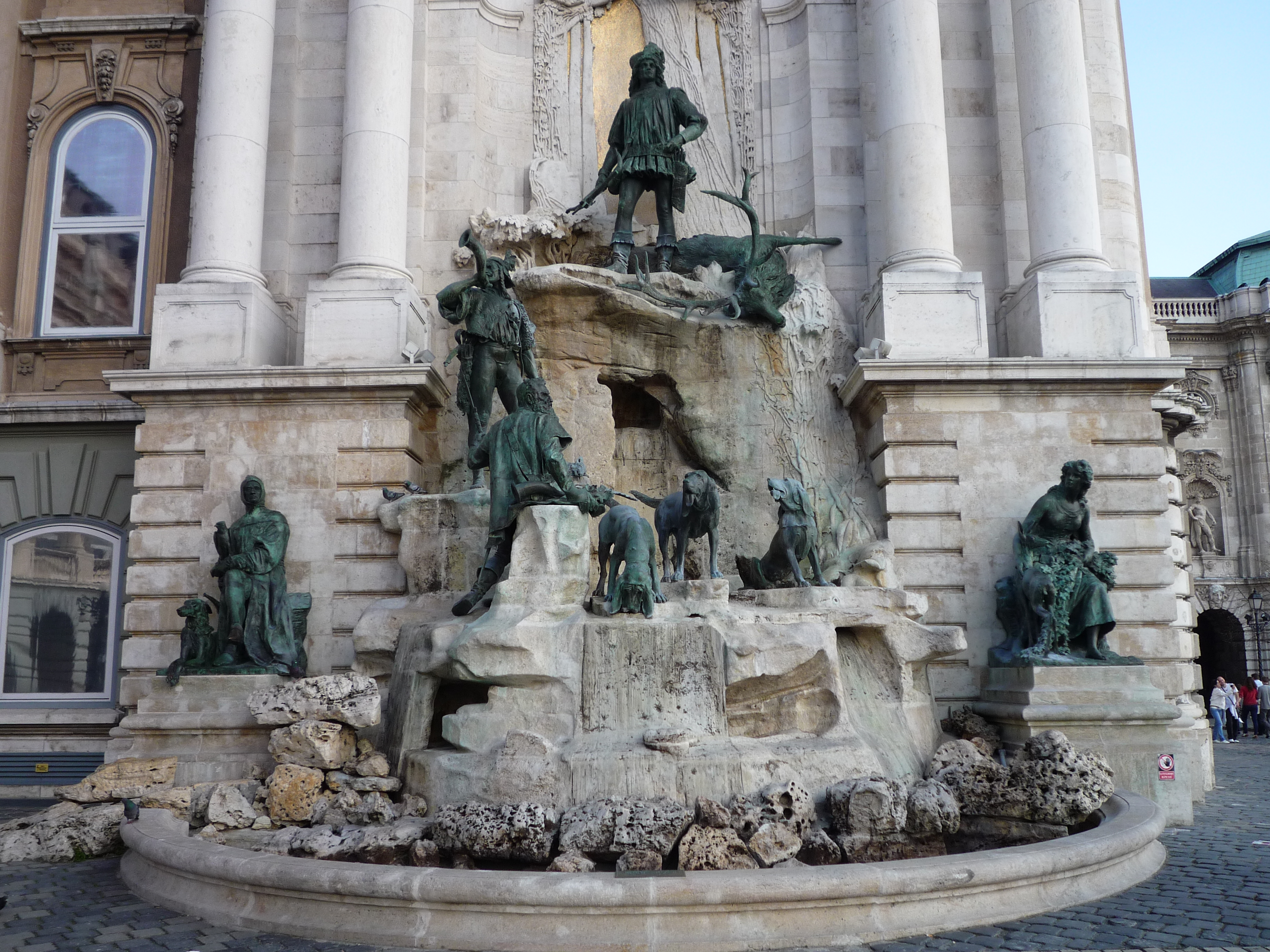
La Fontana di Mattia nel piazzale ovest del castello di Buda.

La Fontana o Pozzo di Mattia (in ungherese Mátyás-kút) è una fontana monumentale del castello di Buda, a Budapest.
Opera neobarocca dello scultore Alajos Stróbl, la fontana di Mattia venne costruita tra il 1899 e il 1904, quando fu inaugurata in presenza del Re, e rappresenta uno dei monumenti più fotografati della città.
Il gruppo scultoreo racconta la storia della Szep Ilonka (la bella Ilona) una ragazza povera che si era innamorata di un tale Mattia senza sapere che fosse il re Mattia Corvino; quando conobbe l'identità dell'amato, ritenendosi indegna di lui, morì di crepacuore.
Seppure in scala ridotta, la fontana presenta alcune analogie architettoniche-scenografiche con la Fontana di Trevi di Roma.